# Ağıroğlan, Osmancık
Ağıroğlan là một xã thuộc huyện Osmancık, tỉnh Çorum, Thổ Nhĩ Kỳ. Dân số thời điểm năm 2010 là 23 người.